# Pandemia de COVID-19 en Durango
La pandemia de enfermedad por coronavirus en Durango es parte de la pandemia de enfermedad por coronavirus causada por el SARS-CoV-2. El primer caso se confirmó el 12 de marzo.
Hasta el 24 de agosto, hay 5,588 casos, 425 muertes y 3515 recuperados.

## Antecedentes
En diciembre de 2019, la Organización Mundial de la Salud dio a conocer la existencia de la enfermedad infecciosa COVID-19, ocasionada por el virus SARS-CoV-2, tras suscitarse un brote en la ciudad de Wuhan, China. El 28 de febrero de 2020, se confirmaron los primeros casos en México: un italiano de 35 años de edad, residente de la Ciudad de México, y un ciudadano del estado de Hidalgo que se encontraba en el estado de Sinaloa. El ciudadano hidalguense originario de Tizayuca, permaneció cerca de 12 días aislado en un hotel en Culiacán, Sinaloa. Contagiándose después de un viaje a Italia del 16 al 21 de febrero. El 11 de marzo esta persona regreso a Hidalgo, fue sometido a las pruebas de control, por lo que se le declaró libre de la enfermedad.

## Cronología
El 12 de marzo, se confirmó el primer caso.

## Estadísticas
| Municipio            | Casos | Muertes | Letalidad |
| -------------------- | ----- | ------- | --------- |
| Gómez Palacio        | 730   | 66      | 9.04%     |
| Durango              | 709   | 45      | 6.34%     |
| Lerdo                | 122   | 6       | 4.91%     |
| Tlahualalo           | 59    | 12      | 20.33%    |
| Guadalupe Victoria   | 21    | 4       | 19.04%    |
| Pueblo Nuevo         | 14    | 1       | 7.14%     |
| Mapimí               | 12    | 0       | 0.00%     |
| Tamazula             | 12    | 1       | 8.33%     |
| Santiago Papasquiaro | 11    | 3       | 27.27%    |
| Pánuco de Coronado   | 10    | 1       | 10.00%    |
| Poanas               | 10    | 3       | 30.00%    |
| Mezquital            | 7     | 0       | 0.00%     |
| Canatlan             | 5     | 2       | 40.00%    |
| Cuencamé             | 4     | 0       | 0.00%     |
| San Juan del Río     | 4     | 0       | 0.00%     |
| Vicente Guerrero     | 3     | 1       | 33.33%    |
| Nazas                | 2     | 0       | 0.00%     |
| Nombre de Dios       | 2     | 0       | 0.00%     |
| Ocampo               | 2     | 0       | 0.00%     |
| San Bernardo         | 2     | 0       | 0.00%     |
| El Oro               | 1     | 0       | 0.00%     |
| G. Simón Bolívar     | 1     | 0       | 0.00%     |
| Hidalgo              | 1     | 0       | 0.00%     |
| Nuevo Ideal          | 1     | 0       | 0.00%     |
| Otáez                | 1     | 0       | 0.00%     |
| Peñon Blanco         | 1     | 1       | 100.00%   |
| San Dimas            | 1     | 0       | 0.00%     |
| Topia                | 1     | 0       | 0.00%     |